# Presidenti del Consiglio regionale dell'Occitania
Il presidente del Consiglio regionale dell'Occitania (in francese Président du conseil régional d'Occitanie) è il capo del governo della regione francese dell'Occitania e il capo del suo Consiglio regionale.
Con la riforma delle regioni, a partire dal 1º gennaio 2016 ha assunto le funzioni detenute in precedenza dal presidente del Consiglio regionale del Midi-Pirenei e Linguadoca-Rossiglione.
Viene eletto per un periodo di 6 anni.

## Elenco
| Mandato                                       | Presidente | Presidente   | Partito | Partito            |
| --------------------------------------------- | ---------- | ------------ | ------- | ------------------ |
| 1º gennaio 2016 – 4 gennaio 2016 (ad interim) |            | Martin Malvy |         | Partito Socialista |
| 4 gennaio 2016 – in carica                    |            | Carole Delga |         | Partito Socialista |